# James Milne
Pour les articles homonymes, voir Milne.
James Stuart Milne (en anglais : ['mɪln], né le 10 octobre 1942 à Invercargill, Nouvelle-Zélande) est un mathématicien néo-zélandais spécialiste de géométrie arithmétique. Il est aujourd'hui professeur émérite à l'Université du Michigan.

## Biographie
James Milne obtient son BA en 1964 à l'Université d'Otago, puis part aux États-Unis d'Amérique  à l'Université de Harvard où il obtient son AM en 1966, et achève une thèse de doctorat sous la direction de John Tate en 1968. Sa thèse a pour titre « Les conjectures de Birch et Swinnerton-Dyer pour les variétés abéliennes constantes sur les corps de fonctions ».  
Milne a commencé sa carrière à UCL (1967-169) avant de s'installer à l'Université du Michigan, d'abord en tant qu'assistant professor (1969-1972), puis en tant qu'associate professor (1972-1977), puis professeur en 1977. En 2000 il est y nommé professeur émérite.
Il a été professeur invité au Kings College de Londres (1971-1972), à l'IHÉS (en 1975 et en 1978) à l'Institute for Advanced Study de Princeton (1976-1977, 1982, 1988), à l'Université de Rennes (1978) au MSRI (1986-1987) et au CMS de l'Université du Zhejiang (2005). En 2012, il est invité à devenir un fellow de l'AMS, invitation qu'il décline.

## Travaux
Milne est un spécialiste de géométrie arithmétique, le domaine sur lequel porte sa thèse. En particulier, il a démontré dans cette thèse que la conjecture de Birch-Swinnerton-Dyer est vraie dans les corps de fonctions de caractéristique positive, pour certaines variétés abéliennes. D'autres exemples sont connus mais on ignore (en 2018) si la conjecture est vraie en général : elle constitue l'un des problèmes du prix du millénaire. Milne a également fourni les premiers exemples de variétés abéliennes (autre que des courbes elliptiques) dont le groupe de Tate-Shafarevich est fini.
Milne est de plus connu pour les monographies (sur la cohomologie étale ; la théorie de Hodge, les motifs, les variétés de Shimura, sur les théorèmes de dualité arithmétiques, les formes automorphes, les courbes elliptiques, les groupes algébriques) et pour les cours dont il est l'auteur, souvent mis à disposition gratuitement par l'auteur,,. En 2018 ces travaux ont été cités plus de 9 800 fois.